# Geolycosa sanogastensis
Geolycosa sanogastensis är en spindelart som först beskrevs av Cândido Firmino de Mello-Leitão 1941. 
Geolycosa sanogastensis ingår i släktet Geolycosa och familjen vargspindlar. Inga underarter finns listade i Catalogue of Life.